# Long Prairie
Long Prairie er en amerikansk by og administrativt centrum for det amerikanske county Todd County, i staten Minnesota. I 2010 havde byen et indbyggertal på 3.458.

## Ekstern henvisning
- Long Prairies hjemmeside (engelsk)

- Wikimedia Commons har flere filer relateret til Long Prairie

45°58′29″N 94°51′56″V / 45.97472°N 94.86556°V